# Aldina Reka
Aldina Reka (cyr. Алдина Река) – wieś w Serbii, w okręgu zajeczarskim, w gminie Knjaževac. W 2011 roku liczyła 1 mieszkańca.